# Torneo Clausura 2019 (México)
El Torneo Clausura 2019 fue la centésima primera edición del campeonato de liga de la Primera División del fútbol mexicano; se trató del 46.° torneo corto, luego del cambio en el formato de competencia, con el que se cerró la temporada 2018-2019. 
El León superó la marca de mayor número de victorias consecutivas en la Liga Bancomer MX, logrando conseguir doce triunfos de manera sucesiva, superando así el récord establecido por Cruz Azul en la temporada 1971-72 con diez partidos ganados consecutivamente.
Tigres fue el campeón del torneo tras derrotar a León por marcador global de 1-0.

## Sistema de competición
El torneo de la Liga Bancomer MX, está conformado en dos partes:
- Fase de calificación: Se integra por las 17 jornadas del torneo.
- Fase final: Se integra por los partidos de cuartos de final, semifinal y final, más conocida como liguilla.

### Fase de clasificación
En la fase de clasificación se observó el sistema de puntos. La ubicación en la tabla general está sujeta a lo siguiente:
- Por juego ganado se obtendrán tres puntos.
- Por juego empatado se obtendrá un punto.
- Por juego perdido no se otorgan puntos.

En esta fase participan los 18 clubes de la Liga Bancomer MX jugando en cada torneo todos contra todos durante las 17 jornadas respectivas, a un solo partido.
El orden de los clubes al final de la fase de calificación del torneo corresponderá a la suma de los puntos obtenidos por cada uno de ellos y se presentará en forma descendente. Si al finalizar las 17 jornadas del torneo, dos o más clubes estuviesen empatados en puntos, su posición en la tabla general será determinada atendiendo a los siguientes criterios de desempate:
1. Mejor diferencia entre los goles anotados y recibidos y goles.
2. Mayor número de goles anotados.
3. Marcadores particulares entre los clubes empatados.
4. Mayor número de goles anotados como visitante.
5. Mejor ubicado en la tabla general de cociente
6. Tabla Fair Play
7. Sorteo.

Para determinar los lugares que ocuparán los clubes que participen en la fase final del torneo se tomará como base la tabla general de clasificación.
Participan automáticamente por el título de Campeón de la Liga Bancomer MX, los 8 primeros clubes de la tabla general de clasificación al término de las 17 jornadas.

### Fase final
Los ocho clubes calificados para esta fase del torneo serán reubicados de acuerdo con el lugar que ocupen en la tabla General al término de la jornada 17, con el puesto del número uno al club mejor clasificado, y así hasta el número 8. Los partidos a esta fase se desarrollarán a visita, en las siguientes etapas:
- Cuartos de final
- Semifinales
- Final

Los clubes vencedores en los partidos de cuartos de final y semifinal serán aquellos que en los dos juegos anoten el mayor número de goles. De existir empate en el número de goles anotados, la posición se definirá a favor del club con mayor cantidad de goles a favor cuando actúe como visitante.
Si una vez aplicado el criterio anterior los clubes siguieran empatados, se observará la posición de los clubes en la tabla general de clasificación.
Los partidos correspondientes a la fase final se jugarán obligatoriamente los días miércoles y sábado, y jueves y domingo eligiendo, en su caso, exclusivamente en forma descendente, los cuatro clubes mejor clasificados en la tabla general al término de la jornada 17, el día y horario de su partido como local. Los siguientes cuatro clubes podrán elegir únicamente el horario.
El club vencedor de la final y por lo tanto Campeón, será aquel que en los dos partidos anote el mayor número de goles. Si al término del tiempo reglamentario el partido está empatado, se agregarán dos tiempos extras de 15 minutos cada uno. De persistir el empate en estos periodos, se procederá a lanzar tiros penales hasta que resulte un vencedor.
Los partidos de cuartos de final se jugarán de la siguiente manera:
1.º vs 8.º

2.º vs 7.º

3.º vs 6.º

4.º vs 5.º
En las semifinales participarán los cuatro clubes vencedores de cuartos de final, reubicándolos del uno al cuatro, de acuerdo a su mejor posición en la Tabla general de clasificación al término de la jornada 17 del torneo correspondiente, enfrentándose:
1.º vs 4.º

2.º vs 3.º
Disputarán el título de Campeón del Torneo de Clausura 2019, los dos clubes vencedores de la fase semifinal correspondiente, reubicándolos del uno al dos, de acuerdo a su mejor posición en la tabla general de clasificación al término de la jornada 17 de cada Torneo.

## Información de los equipos
| Equipo        | Entrenador               | Ciudad                         | Estadio                | Capacidad | Fundación       | Patrocinador       | Kit          |
| ------------- | ------------------------ | ------------------------------ | ---------------------- | --------- | --------------- | ------------------ | ------------ |
| América       | Miguel Herrera           | Ciudad de México               | Azteca                 | 87 000    | 1916 (108 años) | AT&T               | Nike         |
| Atlas         | Leandro Cufré            | Guadalajara, Jalisco           | Jalisco                | 56 713    | 1916 (108 años) | Linio              | Adidas       |
| Cruz Azul     | Pedro Caixinha           | Ciudad de México               | Azteca                 | 87 000    | 1927 (98 años)  | Cemento Cruz Azul  | Joma         |
| Guadalajara   | Tomás Boy                | Guadalajara, Jalisco           | Akron                  | 49 850    | 1906 (119 años) | Akron              | Puma         |
| León          | Ignacio Ambriz           | León, Guanajuato               | León                   | 31 297    | 1943 (81 años)  | Telcel             | Pirma        |
| Lobos BUAP    | Francisco Palencia       | Puebla, Puebla                 | Olímpico de la BUAP    | 21 750    | 1967 (58 años)  | Zurich             | Pirma        |
| Monterrey     | Diego Alonso             | Monterrey, Nuevo León          | BBVA Bancomer          | 53 500    | 1945 (79 años)  | BBVA Bancomer      | Puma         |
| Morelia       | Javier Torrente          | Morelia, Michoacán             | Morelos                | 38 869    | 1950 (75 años)  | Caliente           | Pirma        |
| Necaxa        | Guillermo Vázquez        | Aguascalientes, Aguascalientes | Victoria               | 25 994    | 1923 (101 años) | Rolcar             | Charly       |
| Pachuca       | Martín Palermo           | Pachuca, Hidalgo               | Hidalgo                | 30 000    | 1892 (132 años) | Cementos Fortaleza | Charly       |
| Puebla        | José Luis Sánchez Solá   | Puebla, Puebla                 | Cuauhtémoc             | 51 726    | 1944 (81 años)  | AT&T               | Li Ning      |
| Querétaro     | Víctor Manuel Vucetich   | Querétaro, Querétaro           | Corregidora            | 35 575    | 1950 (74 años)  | Banco Multiva      | Puma         |
| Santos Laguna | Guillermo Almada         | Torreón, Coahuila              | Corona                 | 30 000    | 1983 (41 años)  | Soriana            | Charly       |
| Tigres UANL   | Ricardo Ferretti         | Monterrey, Nuevo León          | Universitario          | 41 615    | 1960 (65 años)  | Cemex              | Adidas       |
| Tijuana       | Óscar Pareja             | Tijuana, Baja California       | Caliente               | 27 333    | 2007 (18 años)  | Caliente           | Charly       |
| Toluca        | Ricardo La Volpe         | Toluca, Estado de México       | Nemesio Díez           | 30 000    | 1917 (108 años) | Banamex            | Under Armour |
| Pumas UNAM    | Bruno Marioni            | Ciudad de México               | Olímpico Universitario | 72 000    | 1954 (70 años)  | DHL                | Nike         |
| Veracruz      | José Luis González China | Veracruz, Veracruz             | Luis "Pirata" Fuente   | 30 000    | 1943 (82 años)  | Winpot Casino      | Charly       |

Datos actualizados al 11 de abril de 2019.

### Cambios de Entrenadores
| Equipo        | Entrenador (Jornadas)                                                            |
| ------------- | -------------------------------------------------------------------------------- |
| Pachuca       | Pako Ayestarán (1 - 3) Martín Palermo (4 - ...)                                  |
| UNAM          | David Patiño (1 - 4) Bruno Marioni (5 - ...)                                     |
| Puebla        | Enrique Meza (1 - 5) José Luis Sánchez Solá (6 - ...)                            |
| Querétaro     | Rafael Puente Jr. (1 - 7) Víctor Manuel Vucetich (8 - ...)                       |
| Morelia       | Roberto Hernández (1 - 8) Gastón Obledo (9) Javier Torrente (10 - ...)           |
| Toluca        | Hernán Cristante (1 - 8) José Luis Real (9) Ricardo La Volpe (10 - ...)          |
| Atlas         | Ángel Guillermo Hoyos (1 - 10) Leandro Cufre (11 - ...)                          |
| Guadalajara   | José Saturnino Cardozo (1 - 12) Alberto Coyote (13) Tomás Boy (14 - ...)         |
| Santos Laguna | Salvador Reyes de la Peña (1 - 12) Rubén Duarte (13) Guillermo Almada (14 - ...) |
| Veracruz      | Robert Siboldi (1 - 14) José Luis González China (15 - ...)                      |

### Equipos por Entidad Federativa
Para la temporada 2018-19, la entidad federativa de la República Mexicana con más equipos en la Primera División es la Ciudad de México con tres equipos.
| Santos Pachuca Monterrey Tigres Morelia Atlas Guadalajara Tijuana Puebla Lobos Toluca América Cruz Azul UNAM León Veracruz Querétaro Necaxa |

| Entidad Federativa | N.º | Equipos                          |
| ------------------ | --- | -------------------------------- |
| Ciudad de México   | 3   | América, Cruz Azul, y Pumas UNAM |
| Jalisco            | 2   | Atlas y Guadalajara              |
| Nuevo León         | 2   | Monterrey y Tigres UANL          |
| Puebla             | 2   | Puebla y Lobos BUAP              |
| Aguascalientes     | 1   | Necaxa                           |
| Baja California    | 1   | Tijuana                          |
| Coahuila           | 1   | Santos Laguna                    |
| Estado de México   | 1   | Toluca                           |
| Guanajuato         | 1   | León                             |
| Hidalgo            | 1   | Pachuca                          |
| Michoacán          | 1   | Morelia                          |
| Querétaro          | 1   | Querétaro                        |
| Veracruz           | 1   | Veracruz                         |

## Torneo regular
- El Calendario completo según la página oficial.[4]
- Los horarios son correspondientes al Tiempo del Centro de México (UTC-6 y UTC-5 en horario de verano).[5]

| Jornada 1   | Jornada 1 | Jornada 1 | Jornada 1              | Jornada 1  | Jornada 1 | Jornada 1    | Jornada 1  | Jornada 1 | Jornada 1 |
| Local       | Resultado | Visitante | Estadio                | Fecha      | Hora      | Espectadores | Amonestado | Expulsado |           |
| ----------- | --------- | --------- | ---------------------- | ---------- | --------- | ------------ | ---------- | --------- | --------- |
| Morelia     | 1 - 3     | Toluca    | Morelos                | 4 de enero | 19:00     | 22 889       | 4          | 0         |           |
| Puebla      | 1 - 1     | Cruz Azul | Cuauhtémoc             | 4 de enero | 21:00     | 22 777       | 1          | 0         |           |
| Querétaro   | 1 - 2     | Atlas     | Corregidora            | 5 de enero | 17:00     | 15 134       | 4          | 0         |           |
| Monterrey   | 5 - 0     | Pachuca   | BBVA Bancomer          | 5 de enero | 17:06     | 39 853       | 3          | 0         |           |
| León        | 2 - 2     | Tigres    | León                   | 5 de enero | 19:06     | 18 969       | 6          | 0         |           |
| Guadalajara | 2 - 0     | Tijuana   | Akron                  | 5 de enero | 21:00     | 26 061       | 1          | 1         |           |
| UNAM        | 0 - 0     | Veracruz  | Olímpico Universitario | 6 de enero | 12:00     | 15 625       | 2          | 0         |           |
| Lobos BUAP  | 2 - 0     | Santos    | Universitario BUAP     | 6 de enero | 16:00     | 6 350        | 3          | 0         |           |
| América     | 1 - 3     | Necaxa    | Azteca                 | 5 de marzo | 20:50     | 14 241       | 7          | 0         |           |

| Jornada 2 | Jornada 2 | Jornada 2   | Jornada 2            | Jornada 2   | Jornada 2 | Jornada 2    | Jornada 2  | Jornada 2 | Jornada 2 |
| Local     | Resultado | Visitante   | Estadio              | Fecha       | Hora      | Espectadores | Amonestado | Expulsado |           |
| --------- | --------- | ----------- | -------------------- | ----------- | --------- | ------------ | ---------- | --------- | --------- |
| Veracruz  | 0 - 1     | Lobos BUAP  | Luis "Pirata" Fuente | 11 de enero | 19:00     | 10 712       | 5          | 0         |           |
| Atlas     | 1 - 2     | América     | Jalisco              | 11 de enero | 21:00     | 46 056       | 4          | 0         |           |
| Monterrey | 2 - 2     | León        | BBVA Bancomer        | 12 de enero | 17:00     | 43 583       | 4          | 0         |           |
| Cruz Azul | 0 - 1     | Guadalajara | Azteca               | 12 de enero | 19:00     | 32 881       | 0          | 0         |           |
| Pachuca   | 3 - 0     | Querétaro   | Hidalgo              | 12 de enero | 19:06     | 17 303       | 3          | 1         |           |
| Necaxa    | 2 - 1     | UNAM        | Victoria             | 12 de enero | 21:00     | 15 567       | 3          | 0         |           |
| Tijuana   | 0 - 3     | Tigres      | Caliente             | 12 de enero | 21:00     | 25 333       | 4          | 0         |           |
| Toluca    | 2 - 0     | Puebla      | Nemesio Díez         | 13 de enero | 12:00     | 12 242       | 5          | 1         |           |
| Santos    | 1 - 0     | Morelia     | Corona               | 13 de enero | 18:00     | 22 585       | 5          | 0         |           |

| Jornada 3   | Jornada 3 | Jornada 3 | Jornada 3              | Jornada 3   | Jornada 3 | Jornada 3    | Jornada 3  | Jornada 3 | Jornada 3 |
| Local       | Resultado | Visitante | Estadio                | Fecha       | Hora      | Espectadores | Amonestado | Expulsado |           |
| ----------- | --------- | --------- | ---------------------- | ----------- | --------- | ------------ | ---------- | --------- | --------- |
| Morelia     | 2 - 0     | Veracruz  | Morelos                | 18 de enero | 21:00     | 18 110       | 4          | 0         |           |
| Puebla      | 1 - 1     | Santos    | Cuauhtémoc             | 18 de enero | 21:00     | 14 050       | 2          | 0         |           |
| Querétaro   | 1 - 2     | Monterrey | Corregidora            | 19 de enero | 17:00     | 13 970       | 1          | 1         |           |
| América     | 3 - 0     | Pachuca   | Azteca                 | 19 de enero | 19:00     | 22 507       | 4          | 0         |           |
| Tigres      | 0 - 1     | Cruz Azul | Universitario          | 19 de enero | 21:00     | 41 615       | 4          | 0         |           |
| UNAM        | 2 - 2     | Atlas     | Olímpico Universitario | 20 de enero | 12:00     | 17 425       | 6          | 1         |           |
| Lobos BUAP  | 2 - 3     | Necaxa    | Universitario BUAP     | 20 de enero | 16:00     | 8 316        | 2          | 0         |           |
| Guadalajara | 1 - 0     | Toluca    | Akron                  | 20 de enero | 18:30     | 31 718       | 7          | 0         |           |
| León        | 0 - 1     | Tijuana   | León                   | 20 de enero | 20:15     | 24 600       | 2          | 0         |           |

| Jornada 4 | Jornada 4 | Jornada 4   | Jornada 4            | Jornada 4   | Jornada 4 | Jornada 4    | Jornada 4  | Jornada 4 | Jornada 4 |
| Local     | Resultado | Visitante   | Estadio              | Fecha       | Hora      | Espectadores | Amonestado | Expulsado |           |
| --------- | --------- | ----------- | -------------------- | ----------- | --------- | ------------ | ---------- | --------- | --------- |
| Veracruz  | 0 - 1     | Puebla      | Luis "Pirata" Fuente | 25 de enero | 19:00     | 10 562       | 3          | 1         |           |
| Atlas     | 3 - 1     | Lobos BUAP  | Jalisco              | 25 de enero | 21:00     | 19 901       | 7          | 0         |           |
| Cruz Azul | 1 - 0     | Tijuana     | Azteca               | 26 de enero | 17:00     | 10 311       | 4          | 0         |           |
| Monterrey | 3 - 2     | América     | BBVA Bancomer        | 26 de enero | 17:00     | 46 292       | 3          | 4         |           |
| Pachuca   | 1 - 0     | UNAM        | Hidalgo              | 26 de enero | 19:00     | 19 520       | 7          | 0         |           |
| Necaxa    | 0 - 0     | Morelia     | Victoria             | 26 de enero | 21:00     | 14 471       | 6          | 0         |           |
| Toluca    | 0 - 1     | Tigres      | Nemesio Díez         | 27 de enero | 12:00     | 20 412       | 6          | 0         |           |
| Querétaro | 0 - 4     | León        | Corregidora          | 27 de enero | 16:00     | 13 726       | 6          | 0         |           |
| Santos    | 1 - 0     | Guadalajara | Corona               | 27 de enero | 18:06     | 27 919       | 4          | 0         |           |

| Jornada 5   | Jornada 5 | Jornada 5 | Jornada 5              | Jornada 5    | Jornada 5 | Jornada 5    | Jornada 5  | Jornada 5 | Jornada 5 |
| Local       | Resultado | Visitante | Estadio                | Fecha        | Hora      | Espectadores | Amonestado | Expulsado |           |
| ----------- | --------- | --------- | ---------------------- | ------------ | --------- | ------------ | ---------- | --------- | --------- |
| Morelia     | 1 - 2     | 'Atlas'   | Morelos                | 1 de febrero | 19:00     | 19 523       | 2          | 0         |           |
| Puebla      | 1 - 4     | Necaxa    | Cuauhtémoc             | 1 de febrero | 21:00     | 15 550       | 6          | 1         |           |
| América     | 2 - 0     | Querétaro | Azteca                 | 2 de febrero | 17:00     | 16 503       | 2          | 0         |           |
| León        | 2 - 0     | Cruz Azul | León                   | 2 de febrero | 19:00     | 23 289       | 5          | 1         |           |
| Tigres      | 2 - 1     | Santos    | Universitario          | 2 de febrero | 19:00     | 41 431       | 3          | 1         |           |
| Tijuana     | 2 - 0     | Toluca    | Caliente               | 2 de febrero | 21:06     | 10 329       | 6          | 1         |           |
| UNAM        | 1 - 1     | Monterrey | Olímpico Universitario | 3 de febrero | 12:00     | 17 825       | 4          | 1         |           |
| Lobos BUAP  | 1 - 1     | Pachuca   | Universitario BUAP     | 3 de febrero | 16:00     | 6 850        | 1          | 0         |           |
| Guadalajara | 0 - 0     | Veracruz  | Akron                  | 4 de febrero | 18:36     | 27 914       | 5          | 0         |           |

| Jornada 6   | Jornada 6 | Jornada 6   | Jornada 6            | Jornada 6     | Jornada 6 | Jornada 6    | Jornada 6  | Jornada 6 | Jornada 6 |
| Local       | Resultado | Visitante   | Estadio              | Fecha         | Hora      | Espectadores | Amonestado | Expulsado |           |
| ----------- | --------- | ----------- | -------------------- | ------------- | --------- | ------------ | ---------- | --------- | --------- |
| Veracruz    | 0 - 2     | 'Tigres'    | Luis "Pirata" Fuente | 8 de febrero  | 19:00     | 13 128       | 2          | 1         |           |
| Atlas       | 1 - 2     | 'Puebla'    | Jalisco              | 8 de febrero  | 21:00     | 30 230       | 6          | 0         |           |
| Querétaro   | 0 - 2     | 'UNAM'      | Corregidora          | 9 de febrero  | 17:00     | 18 107       | 3          | 0         |           |
| 'Monterrey' | 4 - 0     | Lobos BUAP  | BBVA Bancomer        | 9 de febrero  | 17:00     | 39 364       | 4          | 0         |           |
| América     | 0 - 3     | 'León'      | Azteca               | 9 de febrero  | 19:00     | 23 867       | 2          | 0         |           |
| 'Pachuca'   | 2 - 0     | Morelia     | Hidalgo              | 9 de febrero  | 19:00     | 17 374       | 4          | 1         |           |
| Necaxa      | 3 - 3     | Guadalajara | Victoria             | 9 de febrero  | 21:00     | 24 296       | 5          | 0         |           |
| Toluca      | 1 - 1     | Cruz Azul   | Nemesio Díez         | 10 de febrero | 12:00     | 19 221       | 4          | 0         |           |
| Santos      | 1 - 1     | Tijuana     | Corona               | 10 de febrero | 18:00     | 22 986       | 3          | 0         |           |

| Jornada 7   | Jornada 7 | Jornada 7 | Jornada 7              | Jornada 7     | Jornada 7 | Jornada 7    | Jornada 7  | Jornada 7 | Jornada 7 |
| Local       | Resultado | Visitante | Estadio                | Fecha         | Hora      | Espectadores | Amonestado | Expulsado |           |
| ----------- | --------- | --------- | ---------------------- | ------------- | --------- | ------------ | ---------- | --------- | --------- |
| Morelia     | 2 - 3     | Monterrey | Morelos                | 15 de febrero | 19:00     | 18 951       | 5          | 0         |           |
| Puebla      | 1 - 1     | Pachuca   | Cuauhtémoc             | 15 de febrero | 21:00     | 25 127       | 3          | 0         |           |
| Tijuana     | 3 - 0     | Veracruz  | Caliente               | 15 de febrero | 21:06     | 23 333       | 2          | 1         |           |
| Cruz Azul   | 1 - 2     | Santos    | Azteca                 | 16 de febrero | 17:00     | 12 231       | 7          | 0         |           |
| Tigres      | 3 - 2     | Necaxa    | Universitario          | 16 de febrero | 19:00     | 41 615       | 0          | 0         |           |
| León        | 3 - 0     | Toluca    | León                   | 16 de febrero | 19:00     | 17 653       | 4          | 2         |           |
| Guadalajara | 3 - 0     | Atlas     | Akron                  | 16 de febrero | 21:00     | 34 648       | 5          | 0         |           |
| UNAM        | 1 - 0     | América   | Olímpico Universitario | 17 de febrero | 12:00     | 42 600       | 6          | 0         |           |
| Lobos BUAP  | 3 - 1     | Querétaro | Universitario BUAP     | 17 de febrero | 16:00     | 6 410        | 5          | 1         |           |

| Jornada 8 | Jornada 8 | Jornada 8   | Jornada 8              | Jornada 8     | Jornada 8 | Jornada 8    | Jornada 8  | Jornada 8 | Jornada 8 |
| Local     | Resultado | Visitante   | Estadio                | Fecha         | Hora      | Espectadores | Amonestado | Expulsado |           |
| --------- | --------- | ----------- | ---------------------- | ------------- | --------- | ------------ | ---------- | --------- | --------- |
| Veracruz  | 1 - 1     | Cruz Azul   | Luis "Pirata" Fuente   | 22 de febrero | 21:00     | 17 978       | 5          | 0         |           |
| Atlas     | 0 - 1     | Tigres      | Jalisco                | 22 de febrero | 21:00     | 27 177       | 0          | 0         |           |
| Querétaro | 3 - 0     | Morelia     | Corregidora            | 23 de febrero | 17:00     | 12 709       | 3          | 1         |           |
| Monterrey | 0 - 0     | Puebla      | BBVA Bancomer          | 23 de febrero | 19:00     | 43 219       | 4          | 0         |           |
| América   | 3 - 0     | Lobos BUAP  | Azteca                 | 23 de febrero | 19:00     | 20 612       | 2          | 0         |           |
| Necaxa    | 1 - 2     | Tijuana     | Victoria               | 23 de febrero | 21:00     | 14 525       | 3          | 0         |           |
| Pachuca   | 3 - 1     | Guadalajara | Hidalgo                | 23 de febrero | 21:00     | 27 293       | 6          | 0         |           |
| UNAM      | 1 - 3     | León        | Olímpico Universitario | 24 de febrero | 12:00     | 19 348       | 7          | 2         |           |
| Santos    | 4 - 0     | Toluca      | Corona                 | 24 de febrero | 18:00     | 24 877       | 2          | 1         |           |

| Jornada 9   | Jornada 9 | Jornada 9 | Jornada 9          | Jornada 9  | Jornada 9 | Jornada 9    | Jornada 9  | Jornada 9 | Jornada 9 |
| Local       | Resultado | Visitante | Estadio            | Fecha      | Hora      | Espectadores | Amonestado | Expulsado |           |
| ----------- | --------- | --------- | ------------------ | ---------- | --------- | ------------ | ---------- | --------- | --------- |
| Morelia     | 2 - 2     | América   | Morelos            | 1 de marzo | 21:00     | 30 125       | 9          | 1         |           |
| Tijuana     | 3 - 1     | Atlas     | Caliente           | 1 de marzo | 21:00     | 26 158       | 4          | 1         |           |
| Cruz Azul   | 2 - 1     | Necaxa    | Azteca             | 2 de marzo | 17:00     | 17 044       | 4          | 0         |           |
| León        | 3 - 0     | Santos    | León               | 2 de marzo | 19:00     | 18 454       | 1          | 0         |           |
| Tigres      | 3 - 0     | Pachuca   | Universitario      | 2 de marzo | 19:00     | 41 605       | 5          | 0         |           |
| Guadalajara | 0 - 2     | Monterrey | Akron              | 2 de marzo | 21:00     | 32 233       | 6          | 1         |           |
| Toluca      | 3 - 1     | Veracruz  | Nemesio Díez       | 3 de marzo | 12:00     | 14 430       | 1          | 1         |           |
| Lobos BUAP  | 2 - 1     | UNAM      | Universitario BUAP | 3 de marzo | 16:00     | 9 753        | 5          | 1         |           |
| Puebla      | 1 - 0     | Querétaro | Cuauhtémoc         | 4 de marzo | 20:00     | 12 129       | 5          | 0         |           |

| Jornada 10 | Jornada 10 | Jornada 10  | Jornada 10             | Jornada 10  | Jornada 10 | Jornada 10   | Jornada 10 | Jornada 10 | Jornada 10 |
| Local      | Resultado  | Visitante   | Estadio                | Fecha       | Hora       | Espectadores | Amonestado | Expulsado  |            |
| ---------- | ---------- | ----------- | ---------------------- | ----------- | ---------- | ------------ | ---------- | ---------- | ---------- |
| Veracruz   | 2 - 2      | Santos      | Luis "Pirata" Fuente   | 8 de marzo  | 19:00      | 9 665        | 3          | 0          |            |
| Atlas      | 0 - 2      | Cruz Azul   | Jalisco                | 8 de marzo  | 21:00      | 33 951       | 2          | 1          |            |
| Pachuca    | 4 - 0      | Tijuana     | Hidalgo                | 9 de marzo  | 17:06      | 19 549       | 3          | 0          |            |
| América    | 1 - 0      | Puebla      | Azteca                 | 9 de marzo  | 19:00      | 21 614       | 5          | 1          |            |
| Monterrey  | 1 - 1      | Tigres      | BBVA Bancomer          | 9 de marzo  | 19:00      | 51 027       | 7          | 0          |            |
| Necaxa     | 1 - 1      | Toluca      | Victoria               | 9 de marzo  | 21:00      | 15 724       | 6          | 0          |            |
| Querétaro  | 0 - 0      | Guadalajara | Corregidora            | 9 de marzo  | 21:00      | 26 562       | 1          | 0          |            |
| UNAM       | 2 - 2      | Morelia     | Olímpico Universitario | 10 de marzo | 12:00      | 14 122       | 3          | 1          |            |
| Lobos BUAP | 0 - 1      | León        | Universitario BUAP     | 10 de marzo | 16:00      | 7 148        | 4          | 0          |            |

| Jornada 11  | Jornada 11 | Jornada 11 | Jornada 11    | Jornada 11  | Jornada 11 | Jornada 11   | Jornada 11 | Jornada 11 | Jornada 11 |
| Local       | Resultado  | Visitante  | Estadio       | Fecha       | Hora       | Espectadores | Amonestado | Expulsado  |            |
| ----------- | ---------- | ---------- | ------------- | ----------- | ---------- | ------------ | ---------- | ---------- | ---------- |
| Morelia     | 1 - 1      | Lobos BUAP | Morelos       | 15 de marzo | 19:00      | 15 021       | 3          | 0          |            |
| Puebla      | 1 - 0      | UNAM       | Cuauhtémoc    | 15 de marzo | 21:00      | 23 142       | 4          | 0          |            |
| Cruz Azul   | 4 - 1      | Pachuca    | Azteca        | 16 de marzo | 17:00      | 15 321       | 7          | 1          |            |
| Guadalajara | 0 - 2      | América    | Akron         | 16 de marzo | 19:00      | 41 075       | 4          | 1          |            |
| Tigres      | 4 - 1      | Querétaro  | Universitario | 16 de marzo | 21:00      | 41 137       | 2          | 0          |            |
| Tijuana     | 1 - 0      | Monterrey  | Caliente      | 16 de marzo | 21:06      | 26 158       | 3          | 0          |            |
| Toluca      | 2 - 0      | Atlas      | Nemesio Díez  | 17 de marzo | 12:00      | 15 948       | 5          | 0          |            |
| Santos      | 1 - 2      | Necaxa     | Corona        | 17 de marzo | 18:06      | 23 616       | 4          | 0          |            |
| León        | 2 - 0      | Veracruz   | León          | 17 de marzo | 20:00      | 24 498       | 4          | 0          |            |

| Jornada 12 | Jornada 12 | Jornada 12  | Jornada 12             | Jornada 12  | Jornada 12 | Jornada 12   | Jornada 12 | Jornada 12 | Jornada 12 |
| Local      | Resultado  | Visitante   | Estadio                | Fecha       | Hora       | Espectadores | Amonestado | Expulsado  |            |
| ---------- | ---------- | ----------- | ---------------------- | ----------- | ---------- | ------------ | ---------- | ---------- | ---------- |
| Morelia    | 2 - 3      | León        | Morelos                | 29 de marzo | 19:00      | 19 417       | 5          | 1          |            |
| Atlas      | 1 - 0      | Santos      | Jalisco                | 29 de marzo | 21:00      | 20 201       | 7          | 0          |            |
| Querétaro  | 1 - 0      | Tijuana     | Corregidora            | 30 de marzo | 17:00      | 9 655        | 2          | 0          |            |
| Pachuca    | 3 - 2      | Toluca      | Hidalgo                | 30 de marzo | 19:00      | 22 765       | 3          | 1          |            |
| América    | 3 - 0      | Tigres      | Azteca                 | 30 de marzo | 19:00      | 36 220       | 0          | 0          |            |
| Monterrey  | 2 - 2      | Cruz Azul   | BBVA Bancomer          | 30 de marzo | 21:00      | 41 771       | 5          | 0          |            |
| Necaxa     | 2 - 0      | Veracruz    | Victoria               | 30 de marzo | 21:00      | 13 923       | 5          | 0          |            |
| UNAM       | 2 - 1      | Guadalajara | Olímpico Universitario | 31 de marzo | 12:00      | 38 520       | 2          | 0          |            |
| Lobos BUAP | 0 - 4      | Puebla      | Universitario BUAP     | 31 de marzo | 16:00      | 9 744        | 1          | 0          |            |

| Jornada 13  | Jornada 13 | Jornada 13 | Jornada 13           | Jornada 13 | Jornada 13 | Jornada 13   | Jornada 13 | Jornada 13 |
| Local       | Resultado  | Visitante  | Estadio              | Fecha      | Hora       | Espectadores | Amonestado | Expulsado  |
| ----------- | ---------- | ---------- | -------------------- | ---------- | ---------- | ------------ | ---------- | ---------- |
| Veracruz    | 0 - 1      | Atlas      | Luis "Pirata" Fuente | 5 de abril | 19:00      | 7 744        | 4          | 0          |
| Puebla      | 1 - 1      | Morelia    | Cuauhtémoc           | 5 de abril | 21:00      | 19 071       | 3          | 0          |
| Cruz Azul   | 3 - 0      | Querétaro  | Azteca               | 6 de abril | 17:06      | 12 963       | 2          | 2          |
| Tigres      | 2 - 0      | UNAM       | Universitario        | 6 de abril | 19:00      | 41 527       | 2          | 0          |
| León        | 2 - 1      | Necaxa     | León                 | 6 de abril | 19:00      | 25 731       | 2          | 1          |
| Guadalajara | 0 - 1      | Lobos BUAP | Akron                | 6 de abril | 21:00      | 23 557       | 4          | 1          |
| Tijuana     | 3 - 2      | América    | Caliente             | 6 de abril | 21:06      | 27 333       | 8          | 0          |
| Toluca      | 5 - 1      | Monterrey  | Nemesio Díez         | 7 de abril | 12:00      | 17 853       | 6          | 0          |
| Santos      | 0 - 0      | Pachuca    | Corona               | 7 de abril | 18:00      | 20 202       | 3          | 1          |

| Jornada 14 | Jornada 14 | Jornada 14  | Jornada 14             | Jornada 14  | Jornada 14 | Jornada 14   | Jornada 14 | Jornada 14 | Jornada 14 |
| Local      | Resultado  | Visitante   | Estadio                | Fecha       | Hora       | Espectadores | Amonestado | Expulsado  |            |
| ---------- | ---------- | ----------- | ---------------------- | ----------- | ---------- | ------------ | ---------- | ---------- | ---------- |
| Puebla     | 0 - 3      | León        | Cuauhtémoc             | 12 de abril | 21:00      | 19 582       | 1          | 1          |            |
| Atlas      | 1 - 2      | Necaxa      | Jalisco                | 12 de abril | 21:00      | 21 658       | 3          | 3          |            |
| Querétaro  | 0 - 0      | Toluca      | Corregidora            | 13 de abril | 17:00      | 14 976       | 3          | 1          |            |
| Pachuca    | 9 - 2      | Veracruz    | Hidalgo                | 13 de abril | 19:00      | 22 294       | 4          | 0          |            |
| Morelia    | 1 - 0      | Guadalajara | Morelos                | 13 de abril | 21:03      | 22 360       | 7          | 1          |            |
| UNAM       | 1 - 0      | Tijuana     | Olímpico Universitario | 14 de abril | 12:00      | 12 763       | 6          | 1          |            |
| Lobos BUAP | 0 - 3      | Tigres      | Universitario BUAP     | 14 de abril | 16:00      | 11 943       | 1          | 0          |            |
| América    | 0 - 0      | Cruz Azul   | Azteca                 | 14 de abril | 18:00      | 47 407       | 2          | 0          |            |
| Monterrey  | 4 - 0      | Santos      | BBVA Bancomer          | 14 de abril | 20:30      | 39 063       | 1          | 0          |            |

| Jornada 15  | Jornada 15 | Jornada 15 | Jornada 15           | Jornada 15  | Jornada 15 | Jornada 15   | Jornada 15 | Jornada 15 | Jornada 15 |
| Local       | Resultado  | Visitante  | Estadio              | Fecha       | Hora       | Espectadores | Amonestado | Expulsado  |            |
| ----------- | ---------- | ---------- | -------------------- | ----------- | ---------- | ------------ | ---------- | ---------- | ---------- |
| Veracruz    | 0 - 1      | Monterrey  | Luis "Pirata" Fuente | 19 de abril | 20:00      | 15 400       | 5          | 0          |            |
| Tijuana     | 1 - 2      | Lobos BUAP | Caliente             | 19 de abril | 21:06      | 23 333       | 4          | 0          |            |
| Necaxa      | 2 - 2      | Pachuca    | Victoria             | 20 de abril | 17:00      | 16 891       | 1          | 1          |            |
| León        | 5 - 2      | Atlas      | León                 | 20 de abril | 17:06      | 25 635       | 6          | 0          |            |
| Cruz Azul   | 2 - 1      | UNAM       | Azteca               | 20 de abril | 19:00      | 24 596       | 4          | 1          |            |
| Tigres      | 3 - 3      | Morelia    | Universitario        | 20 de abril | 19:00      | 40 136       | 3          | 0          |            |
| Guadalajara | 1 - 3      | Puebla     | Akron                | 20 de abril | 21:00      | 26 340       | 2          | 0          |            |
| Toluca      | 3 - 2      | América    | Nemesio Díez         | 21 de abril | 12:00      | 25 744       | 5          | 0          |            |
| Santos      | 2 - 1      | Querétaro  | Corona               | 21 de abril | 18:06      | 19 938       | 3          | 0          |            |

| Jornada 16  | Jornada 16 | Jornada 16 | Jornada 16             | Jornada 16  | Jornada 16 | Jornada 16   | Jornada 16 | Jornada 16 | Jornada 16 |
| Local       | Resultado  | Visitante  | Estadio                | Fecha       | Hora       | Espectadores | Amonestado | Expulsado  |            |
| ----------- | ---------- | ---------- | ---------------------- | ----------- | ---------- | ------------ | ---------- | ---------- | ---------- |
| Puebla      | 1 - 1      | Tigres     | Cuauhtémoc             | 26 de abril | 19:00      | 22 637       | 5          | 2          |            |
| Morelia     | 1 - 4      | Tijuana    | Morelos                | 26 de abril | 21:00      | 19 063       | 4          | 1          |            |
| Pachuca     | 1 - 0      | Atlas      | Hidalgo                | 27 de abril | 17:00      | 19 347       | 0          | 2          |            |
| América     | 1 - 0      | Santos     | Azteca                 | 27 de abril | 19:00      | 26 723       | 3          | 2          |            |
| Monterrey   | 2 - 2      | Necaxa     | BBVA Bancomer          | 27 de abril | 19:00      | 38 371       | 7          | 2          |            |
| Guadalajara | 2 - 1      | León       | Akron                  | 27 de abril | 21:00      | 29 104       | 6          | 0          |            |
| UNAM        | 2 - 2      | Toluca     | Olímpico Universitario | 28 de abril | 12:00      | 16 541       | 2          | 0          |            |
| Lobos BUAP  | 1 - 4      | Cruz Azul  | Universitario BUAP     | 28 de abril | 16:00      | 14 275       | 2          | 0          |            |
| Querétaro   | 2 - 1      | Veracruz   | Corregidora            | 28 de abril | 18:00      | 13 532       | 3          | 1          |            |

| Jornada 17 | Jornada 17 | Jornada 17  | Jornada 17           | Jornada 17 | Jornada 17 | Jornada 17   | Jornada 17 | Jornada 17 | Jornada 17 |
| Local      | Resultado  | Visitante   | Estadio              | Fecha      | Hora       | Espectadores | Amonestado | Expulsado  |            |
| ---------- | ---------- | ----------- | -------------------- | ---------- | ---------- | ------------ | ---------- | ---------- | ---------- |
| Veracruz   | 0 - 2      | América     | Luis "Pirata" Fuente | 3 de mayo  | 21:00      | 26 550       | 6          | 0          |            |
| Cruz Azul  | 1 - 1      | Morelia     | Azteca               | 4 de mayo  | 17:00      | 17 758       | 2          | 0          |            |
| León       | 2 - 1      | Pachuca     | León                 | 4 de mayo  | 19:00      | 18 661       | 3          | 0          |            |
| Tigres     | 2 - 1      | Guadalajara | Universitario        | 4 de mayo  | 19:00      | 41 221       | 2          | 0          |            |
| Necaxa     | 1 - 0      | Querétaro   | Victoria             | 4 de mayo  | 21:00      | 15 866       | 3          | 0          |            |
| Tijuana    | 4 - 0      | Puebla      | Caliente             | 4 de mayo  | 21:06      | 26 158       | 4          | 1          |            |
| Toluca     | 4 - 0      | Lobos BUAP  | Nemesio Díez         | 5 de mayo  | 12:00      | 16 793       | 0          | 1          |            |
| Atlas      | 2 - 0      | Monterrey   | Jalisco              | 5 de mayo  | 16:00      | 20 069       | 4          | 1          |            |
| Santos     | 5 - 2      | UNAM        | Corona               | 5 de mayo  | 18:00      | 18 778       | 4          | 0          |            |

## Tabla general
| Pos. | Equipo          | Pts. | PJ | G  | E | P  | GF | GC | Dif. | Clasificación                   |
| ---- | --------------- | ---- | -- | -- | - | -- | -- | -- | ---- | ------------------------------- |
| 1    | León            | 41   | 17 | 13 | 2 | 2  | 41 | 14 | +27  | Cuartos de final de la liguilla |
| 2    | Tigres UANL (C) | 37   | 17 | 11 | 4 | 2  | 33 | 16 | +17  | Cuartos de final de la liguilla |
| 3    | Monterrey       | 30   | 17 | 8  | 6 | 3  | 33 | 21 | +12  | Cuartos de final de la liguilla |
| 4    | Cruz Azul       | 30   | 17 | 8  | 6 | 3  | 26 | 15 | +11  | Cuartos de final de la liguilla |
| 5    | América         | 29   | 17 | 9  | 2 | 6  | 28 | 19 | +9   | Cuartos de final de la liguilla |
| 6    | Necaxa          | 29   | 17 | 8  | 5 | 4  | 32 | 24 | +8   | Cuartos de final de la liguilla |
| 7    | Pachuca         | 28   | 17 | 8  | 4 | 5  | 32 | 26 | +6   | Cuartos de final de la liguilla |
| 8    | Tijuana         | 28   | 17 | 9  | 1 | 7  | 25 | 20 | +5   | Cuartos de final de la liguilla |
| 9    | Toluca          | 25   | 17 | 7  | 4 | 6  | 28 | 23 | +5   |                                 |
| 10   | Puebla          | 24   | 17 | 6  | 6 | 5  | 18 | 21 | −3   |                                 |
| 11   | Santos Laguna   | 22   | 17 | 6  | 4 | 7  | 21 | 23 | −2   |                                 |
| 12   | Lobos BUAP      | 20   | 17 | 6  | 2 | 9  | 17 | 34 | −17  |                                 |
| 13   | Atlas           | 19   | 17 | 6  | 1 | 10 | 19 | 28 | −9   |                                 |
| 14   | Guadalajara     | 18   | 17 | 5  | 3 | 9  | 16 | 21 | −5   |                                 |
| 15   | UNAM            | 17   | 17 | 4  | 5 | 8  | 19 | 26 | −7   |                                 |
| 16   | Morelia         | 13   | 17 | 2  | 7 | 8  | 20 | 31 | −11  |                                 |
| 17   | Querétaro       | 11   | 17 | 3  | 2 | 12 | 11 | 30 | −19  |                                 |
| 18   | Veracruz (D)    | 0    | 17 | 0  | 4 | 13 | 7  | 34 | −27  | Descenso de categoría           |

 Fuente: 
Notas:
1. ↑  Veracruz permanece en Primera División al pagar una multa de 120 millones de pesos.

## Evolución de la Clasificación
- Fecha de actualización: 5 de mayo de 2019.

| Equipo / Jornada | 01  | 02 | 03 | 04 | 05 | 06 | 07  | 08 | 09 | 10 | 11 | 12 | 13 | 14 | 15 | 16 | 17 |
| ---------------- | --- | -- | -- | -- | -- | -- | --- | -- | -- | -- | -- | -- | -- | -- | -- | -- | -- |
| León             | 6   | 11 | 14 | 12 | 7  | 3  | 3   | 3  | 3  | 1  | 1  | 1  | 1  | 1  | 1  | 1  | 1  |
| Tigres           | 7   | 5  | 7  | 3  | 3  | 2  | 2   | 1  | 1  | 2  | 2  | 2  | 2  | 2  | 2  | 2  | 2  |
| Monterrey        | 1   | 4  | 2  | 1  | 1  | 1  | 1   | 2  | 2  | 3  | 3  | 3  | 3  | 3  | 3  | 3  | 3  |
| Cruz Azul        | 8   | 12 | 9  | 6  | 10 | 10 | 14  | 14 | 12 | 10 | 7  | 7  | 5  | 7  | 4  | 4  | 4  |
| América          | 12* | 6* | 3* | 8* | 6* | 8* | 11* | 8* | 9  | 5  | 4  | 4  | 4  | 6  | 7  | 7  | 5  |
| Necaxa           | 13* | 7* | 6* | 5* | 2* | 4* | 5*  | 9* | 5  | 7  | 6  | 5  | 7  | 4  | 5  | 6  | 6  |
| Pachuca          | 18  | 10 | 13 | 11 | 11 | 7  | 7   | 6  | 8  | 4  | 8  | 6  | 8  | 5  | 6  | 5  | 7  |
| Tijuana          | 17  | 18 | 12 | 15 | 13 | 13 | 8   | 7  | 4  | 6  | 5  | 9  | 6  | 8  | 9  | 8  | 8  |
| Toluca           | 2   | 1  | 4  | 9  | 12 | 12 | 15  | 15 | 14 | 13 | 12 | 12 | 10 | 10 | 10 | 10 | 9  |
| Puebla           | 9   | 15 | 16 | 13 | 14 | 11 | 13  | 11 | 10 | 11 | 9  | 8  | 9  | 9  | 8  | 9  | 10 |
| Santos           | 16  | 9  | 10 | 7  | 9  | 9  | 6   | 5  | 7  | 9  | 10 | 10 | 12 | 13 | 12 | 12 | 11 |
| Lobos BUAP       | 4   | 2  | 5  | 10 | 8  | 14 | 10  | 12 | 11 | 12 | 13 | 13 | 11 | 11 | 11 | 11 | 12 |
| Atlas            | 5   | 8  | 8  | 4  | 4  | 6  | 9   | 10 | 13 | 15 | 15 | 15 | 13 | 14 | 14 | 15 | 13 |
| Guadalajara      | 3   | 3  | 1  | 2  | 5  | 5  | 4   | 4  | 6  | 8  | 11 | 11 | 14 | 15 | 15 | 13 | 14 |
| UNAM             | 10  | 13 | 15 | 16 | 16 | 15 | 12  | 13 | 15 | 14 | 14 | 14 | 15 | 12 | 13 | 14 | 15 |
| Morelia          | 15  | 16 | 11 | 14 | 15 | 16 | 16  | 16 | 16 | 16 | 16 | 16 | 16 | 16 | 16 | 16 | 16 |
| Querétaro        | 14  | 17 | 18 | 18 | 18 | 18 | 18  | 18 | 18 | 18 | 18 | 17 | 17 | 17 | 17 | 17 | 17 |
| Veracruz         | 11  | 14 | 17 | 17 | 17 | 17 | 17  | 17 | 17 | 17 | 17 | 18 | 18 | 18 | 18 | 18 | 18 |

(*) Indica la posición del equipo con un partido pendiente al terminar la jornada

## Tabla de Cocientes
- Datos actualizados a 5 de mayo de 2019 y según la página oficial de la competición.[8]

| Posición | Equipo        | A16          | C17          | A17 | C18 | A18 | C19 | Puntos | A16-TJ       | C17-TJ       | A17-TJ | C18-TJ | A18-TJ | C19-TJ | Juegos | Dif | Cociente |
| -------- | ------------- | ------------ | ------------ | --- | --- | --- | --- | ------ | ------------ | ------------ | ------ | ------ | ------ | ------ | ------ | --- | -------- |
| 1        | Tigres        | 30           | 25           | 32  | 28  | 29  | 37  | 181    | 17           | 17           | 17     | 17     | 17     | 17     | 102    | 73  | 1.7745   |
| 2        | Monterrey     | 25           | 27           | 37  | 29  | 30  | 30  | 178    | 17           | 17           | 17     | 17     | 17     | 17     | 102    | 61  | 1.7451   |
| 3        | América       | 28           | 24           | 30  | 29  | 33  | 29  | 173    | 17           | 17           | 17     | 17     | 17     | 17     | 102    | 43  | 1.6961   |
| 4        | Toluca        | 24           | 27           | 29  | 36  | 26  | 25  | 167    | 17           | 17           | 17     | 17     | 17     | 17     | 102    | 26  | 1.6373   |
| 5        | Cruz Azul     | 19           | 21           | 27  | 22  | 36  | 30  | 155    | 17           | 17           | 17     | 17     | 17     | 17     | 102    | 29  | 1.5196   |
| 6        | Tijuana       | 33           | 31           | 21  | 25  | 17  | 28  | 155    | 17           | 17           | 17     | 17     | 17     | 17     | 102    | 14  | 1.5196   |
| 7        | León          | 26           | 20           | 26  | 22  | 18  | 41  | 153    | 17           | 17           | 17     | 17     | 17     | 17     | 102    | 15  | 1.5000   |
| 8        | Pachuca       | 31           | 24           | 19  | 23  | 24  | 28  | 149    | 17           | 17           | 17     | 17     | 17     | 17     | 102    | 29  | 1.4608   |
| 9        | Santos        | 16           | 26           | 18  | 29  | 30  | 22  | 141    | 17           | 17           | 17     | 17     | 17     | 17     | 102    | 7   | 1.3824   |
| 10       | Necaxa        | 26           | 21           | 24  | 22  | 14  | 29  | 136    | 17           | 17           | 17     | 17     | 17     | 17     | 102    | 9   | 1.3333   |
| 11       | Morelia       | 20           | 24           | 29  | 24  | 25  | 13  | 135    | 17           | 17           | 17     | 17     | 17     | 17     | 102    | -11 | 1.3235   |
| 12       | UNAM          | 27           | 18           | 13  | 24  | 30  | 17  | 129    | 17           | 17           | 17     | 17     | 17     | 17     | 102    | -11 | 1.2647   |
| 13       | Guadalajara   | 28           | 27           | 18  | 15  | 20  | 18  | 126    | 17           | 17           | 17     | 17     | 17     | 17     | 102    | -11 | 1.2353   |
| 14       | Puebla        | 20           | 16           | 16  | 23  | 20  | 24  | 119    | 17           | 17           | 17     | 17     | 17     | 17     | 102    | -29 | 1.1667   |
| 15       | Atlas         | 19           | 26           | 25  | 18  | 11  | 19  | 118    | 17           | 17           | 17     | 17     | 17     | 17     | 102    | -30 | 1.1569   |
| 16       | Lobos BUAP(1) | 'Ascenso MX' | 'Ascenso MX' |     |     | 19  | 20  | 39     | 'Ascenso MX' | 'Ascenso MX' | 0      | 0      | 17     | 17     | 34     | -21 | 1.1471   |
| 17       | Querétaro     | 20           | 19           | 16  | 18  | 26  | 11  | 110    | 17           | 17           | 17     | 17     | 17     | 17     | 102    | -43 | 1.0784   |
| 18       | Veracruz      | 12           | 21           | 14  | 18  | 8   | 0   | 73     | 17           | 17           | 17     | 17     | 17     | 17     | 102    | -99 | 0.7156   |

## Liguilla
|  | Cuartos de final                             | Cuartos de final                             | Cuartos de final                             | Cuartos de final                             | Cuartos de final                             |   |   | Semifinales                                    | Semifinales                                    | Semifinales                                    | Semifinales                                    | Semifinales                                    |  |   | Final                                | Final                                | Final                                | Final                                | Final                                |  |
|  | 8 y 9 de mayo (ida) 11 y 12 de mayo (vuelta) | 8 y 9 de mayo (ida) 11 y 12 de mayo (vuelta) | 8 y 9 de mayo (ida) 11 y 12 de mayo (vuelta) | 8 y 9 de mayo (ida) 11 y 12 de mayo (vuelta) | 8 y 9 de mayo (ida) 11 y 12 de mayo (vuelta) |   |   | 15 y 16 de mayo (ida) 18 y 19 de mayo (vuelta) | 15 y 16 de mayo (ida) 18 y 19 de mayo (vuelta) | 15 y 16 de mayo (ida) 18 y 19 de mayo (vuelta) | 15 y 16 de mayo (ida) 18 y 19 de mayo (vuelta) | 15 y 16 de mayo (ida) 18 y 19 de mayo (vuelta) |  |   | 23 de mayo (ida) 26 de mayo (vuelta) | 23 de mayo (ida) 26 de mayo (vuelta) | 23 de mayo (ida) 26 de mayo (vuelta) | 23 de mayo (ida) 26 de mayo (vuelta) | 23 de mayo (ida) 26 de mayo (vuelta) |  |
|  |                                              |                                              |                                              |                                              |                                              |   |   |                                                |                                                |                                                |                                                |                                                |  |   |                                      |                                      |                                      |                                      |                                      |  |
|  |                                              |                                              |                                              |                                              |                                              |   |   |                                                |                                                |                                                |                                                |                                                |  |   |                                      |                                      |                                      |                                      |                                      |  |
|  | 1                                            | León                                         | 3                                            | 2                                            | 5                                            |   |   |                                                |                                                |                                                |                                                |                                                |  |   |                                      |                                      |                                      |                                      |                                      |  |
|  | 1                                            | León                                         | 3                                            | 2                                            | 5                                            |   |   |                                                |                                                |                                                |                                                |                                                |  |   |                                      |                                      |                                      |                                      |                                      |  |
|  | 8                                            | Tijuana                                      | 1                                            | 1                                            | 2                                            |   |   |                                                |                                                |                                                |                                                |                                                |  |   |                                      |                                      |                                      |                                      |                                      |  |
|  | 8                                            | Tijuana                                      | 1                                            | 1                                            | 2                                            |   | 1 | León (*)                                       | 1                                              | 0                                              | 1                                              |                                                |  |   |                                      |                                      |                                      |                                      |                                      |  |
|  |                                              |                                              |                                              |                                              |                                              |   | 1 | León (*)                                       | 1                                              | 0                                              | 1                                              |                                                |  |   |                                      |                                      |                                      |                                      |                                      |  |
|  |                                              |                                              | 5                                            | América                                      | 0                                            | 1 | 1 |                                                |                                                |                                                |                                                |                                                |  |   |                                      |                                      |                                      |                                      |                                      |  |
|  | 4                                            | Cruz Azul                                    | 5                                            | América                                      | 0                                            | 1 | 1 | 1                                              | 1                                              | 2                                              |                                                |                                                |  |   |                                      |                                      |                                      |                                      |                                      |  |
|  | 4                                            | Cruz Azul                                    |                                              |                                              |                                              |   |   |                                                |                                                | 2                                              |                                                |                                                |  |   |                                      |                                      |                                      |                                      |                                      |  |
|  | 5                                            | América                                      | 3                                            | 0                                            | 3                                            |   |   |                                                |                                                |                                                |                                                |                                                |  |   |                                      |                                      |                                      |                                      |                                      |  |
|  | 5                                            | América                                      | 3                                            | 0                                            | 3                                            |   |   |                                                |                                                |                                                |                                                |                                                |  | 1 | León                                 | 0                                    | 0                                    | 0                                    |                                      |  |
|  |                                              |                                              |                                              |                                              |                                              |   |   |                                                |                                                |                                                |                                                |                                                |  | 1 | León                                 | 0                                    | 0                                    | 0                                    |                                      |  |
|  |                                              |                                              | 2                                            | Tigres UANL                                  | 1                                            | 0 | 1 |                                                |                                                |                                                |                                                |                                                |  |   |                                      |                                      |                                      |                                      |                                      |  |
|  | 2                                            | Tigres UANL (*)                              | 2                                            | Tigres UANL                                  | 1                                            | 0 | 1 | 1                                              | 1                                              | 2                                              |                                                |                                                |  |   |                                      |                                      |                                      |                                      |                                      |  |
|  | 2                                            | Tigres UANL (*)                              |                                              |                                              |                                              |   |   |                                                |                                                | 2                                              |                                                |                                                |  |   |                                      |                                      |                                      |                                      |                                      |  |
|  | 7                                            | Pachuca                                      | 1                                            | 1                                            | 2                                            |   |   |                                                |                                                |                                                |                                                |                                                |  |   |                                      |                                      |                                      |                                      |                                      |  |
|  | 7                                            | Pachuca                                      | 1                                            | 1                                            | 2                                            |   | 2 | Tigres UANL (*)                                | 0                                              | 1                                              | 1                                              |                                                |  |   |                                      |                                      |                                      |                                      |                                      |  |
|  |                                              |                                              |                                              |                                              |                                              |   | 2 | Tigres UANL (*)                                | 0                                              | 1                                              | 1                                              |                                                |  |   |                                      |                                      |                                      |                                      |                                      |  |
|  |                                              |                                              | 3                                            | Monterrey                                    | 1                                            | 0 | 1 |                                                |                                                |                                                |                                                |                                                |  |   |                                      |                                      |                                      |                                      |                                      |  |
|  | 3                                            | Monterrey (*)                                | 3                                            | Monterrey                                    | 1                                            | 0 | 1 | 0                                              | 1                                              | 1                                              |                                                |                                                |  |   |                                      |                                      |                                      |                                      |                                      |  |
|  | 3                                            | Monterrey (*)                                |                                              |                                              |                                              |   |   |                                                |                                                | 1                                              |                                                |                                                |  |   |                                      |                                      |                                      |                                      |                                      |  |
|  | 6                                            | Necaxa                                       | 1                                            | 0                                            | 1                                            |   |   |                                                |                                                |                                                |                                                |                                                |  |   |                                      |                                      |                                      |                                      |                                      |  |
|  | 6                                            | Necaxa                                       | 1                                            | 0                                            | 1                                            |   |   |                                                |                                                |                                                |                                                |                                                |  |   |                                      |                                      |                                      |                                      |                                      |  |
|  |                                              |                                              |                                              |                                              |                                              |   |   |                                                |                                                |                                                |                                                |                                                |  |   |                                      |                                      |                                      |                                      |                                      |  |

- Campeón y subcampeón clasifican a la Liga de Campeones de la Concacaf 2020.
- Campeón clasifica al Campeón de Campeones 2018-19.

(*) Avanzan por su mejor posición en la tabla

### Cuartos de final

#### León - Tijuana
| 8 de mayo de 2019, 21:06 | Tijuana    | 1:3 (0:1) | León                                               | Estadio Caliente, Tijuana                                                  |                                                                            |
|                          | G. Bou 47' | Reporte   | 32' J. Macías · 65' D. Braghieri · 71' R. Sambueza | Asistencia: 25 333 espectadores Árbitro(s): Luis Enrique Santander Aguirre | Asistencia: 25 333 espectadores Árbitro(s): Luis Enrique Santander Aguirre |

| 11 de mayo de 2019, 21:06                             | León                | 2:1 (2:1) (Global 5:2) | Tijuana    | Estadio León, León                                                     |                                                                        |
|                                                       | J. Campbell 8', 29' | Reporte                | G. Bou 43' | Asistencia: 23 291 espectadores Árbitro(s): Francisco Chacón Gutiérrez | Asistencia: 23 291 espectadores Árbitro(s): Francisco Chacón Gutiérrez |
| Con marcador global de 5-2, León avanzó a Semifinales |                     |                        |            |                                                                        |                                                                        |

#### Cruz Azul - América
| 9 de mayo de 2019, 21:00 | América                                    | 3:1 (2:1) | Cruz Azul              | Estadio Azteca, Ciudad de México                                       |                                                                        |
|                          | I. Lichnovsky 21' · R. Martínez 45+1', 74' | Reporte   | M. Caraglio 15' (pen.) | Asistencia: 31 450 espectadores Árbitro(s): Jorge Isaac Rojas Castillo | Asistencia: 31 450 espectadores Árbitro(s): Jorge Isaac Rojas Castillo |

| 12 de mayo de 2019, 18:00                                | Cruz Azul        | 1:0 (0:0) (Global 2:3) | América | Estadio Azteca, Ciudad de México                                      |                                                                       |
|                                                          | J. Rodríguez 48' | Reporte                |         | Asistencia: 34 779 espectadores Árbitro(s): Fernando Guerrero Ramírez | Asistencia: 34 779 espectadores Árbitro(s): Fernando Guerrero Ramírez |
| Con marcador global de 3-2, América avanzó a Semifinales |                  |                        |         |                                                                       |                                                                       |

#### Tigres - Pachuca
| 8 de mayo de 2019, 19:00 | Pachuca          | 1:1 (1:1) | Tigres        | Estadio Hidalgo, Pachuca                                           |                                                                    |
|                          | L. Rodríguez 19' | Reporte   | 22' J. Aquino | Asistencia: 21 298 espectadores Árbitro(s): Eduardo Galván Basulto | Asistencia: 21 298 espectadores Árbitro(s): Eduardo Galván Basulto |

| 11 de mayo de 2019, 19:00                                                                                       | Tigres        | 1:1 (0:0) (Global 2:2) | Pachuca      | Estadio Universitario, San Nicolás de los Garza                       |                                                                       |
| | A. Gignac 84' | Reporte                | Á. Sagal 81' | Asistencia: 41 615 espectadores Árbitro(s): Jorge Antonio Pérez Durán | Asistencia: 41 615 espectadores Árbitro(s): Jorge Antonio Pérez Durán |
| Pese a empatar 2–2 en el marcador global, Tigres avanzó a Semifinales por su mejor posición en la tabla general |               |                        |              |                                                                       |                                                                       |

#### Monterrey - Necaxa
| 9 de mayo de 2019, 19:00 | Necaxa            | 1:0 (1:0) | Monterrey | Estadio Victoria, Aguascalientes                                 |                                                                  |
|                          | C. Calderón 45+2' | Reporte   |           | Asistencia: 14 627 espectadores Árbitro(s): Diego Montaño Robles | Asistencia: 14 627 espectadores Árbitro(s): Diego Montaño Robles |

| 12 de mayo de 2019, 20:00                                                                                          | Monterrey      | 1:0 (1:0) (Global 1:1) | Necaxa | Estadio BBVA Bancomer, Guadalupe                                          |                                                                           |
| | R. Pizarro 42' | Reporte                |        | Asistencia: 33 884 espectadores Árbitro(s): César Arturo Ramos Palazuelos | Asistencia: 33 884 espectadores Árbitro(s): César Arturo Ramos Palazuelos |
| Pese a empatar 1–1 en el marcador global, Monterrey avanzó a Semifinales por su mejor posición en la tabla general |                |                        |        |                                                                           |                                                                           |

### Semifinales

#### León - América
| 16 de mayo de 2019, 20:30 | América | 0:1 (0:0) | León          | Estadio Corregidora, Querétaro                                        |                                                                       |
|                           |         | Reporte   | J. Macías 69' | Asistencia: 27 228 espectadores Árbitro(s): Jorge Antonio Pérez Durán | Asistencia: 27 228 espectadores Árbitro(s): Jorge Antonio Pérez Durán |

| 19 de mayo de 2019, 20:06                                                                                  | León | 0:1 (0:1) (Global 1:1) | América      | Estadio León, León                                                        |                                                                           |
| |      | Reporte                | B. Valdez 5' | Asistencia: 26 721 espectadores Árbitro(s): César Arturo Ramos Palazuelos | Asistencia: 26 721 espectadores Árbitro(s): César Arturo Ramos Palazuelos |
| Pese a empatar 1-1 en el marcador global, León avanzó a la Final por su mejor posición en la tabla general |      |                        |              |                                                                           |                                                                           |

#### Tigres - Monterrey
| 15 de mayo de 2019, 21:06 | Monterrey    | 1:0 (1:0) | Tigres | Estadio BBVA Bancomer, Guadalupe                                       |                                                                        |
|                           | D. Pabón 12' | Reporte   |        | Asistencia: 48 269 espectadores Árbitro(s): Jorge Isaac Rojas Castillo | Asistencia: 48 269 espectadores Árbitro(s): Jorge Isaac Rojas Castillo |

| 18 de mayo de 2019, 19:00                                                                                    | Tigres         | 1:0 (1:0) (Global 1:1) | Monterrey | Estadio Universitario, San Nicolás de los Garza                      |                                                                      |
| | G. Pizarro 42' | Reporte                |           | Asistencia: 41 615 espectadores Árbitro(s): Marco Antonio Ortíz Nava | Asistencia: 41 615 espectadores Árbitro(s): Marco Antonio Ortíz Nava |
| Pese a empatar 1-1 en el marcador global, Tigres avanzó a la Final por su mejor posición en la tabla general |                |                        |           |                                                                      |                                                                      |

## Final

### León - Tigres
| 23 de mayo de 2019, 20:45 | Tigres        | 1:0 (1:0) | León | Estadio Universitario, San Nicolás de los Garza                      |                                                                      |
|                           | A. Gignac 20' | Reporte   |      | Asistencia: 41 618 espectadores Árbitro(s): Marco Antonio Ortíz Nava | Asistencia: 41 618 espectadores Árbitro(s): Marco Antonio Ortíz Nava |

| 26 de mayo de 2019, 20:06                                       | León | 0:0 (Global 0:1) | Tigres | Estadio León, León                                                        |                                                                           |
|                                                                 |      | Reporte          |        | Asistencia: 26 131 espectadores Árbitro(s): César Arturo Ramos Palazuelos | Asistencia: 26 131 espectadores Árbitro(s): César Arturo Ramos Palazuelos |
| Tigres es campeón del Torneo Clausura 2019. Marcador global 0-1 |      |                  |        |                                                                           |                                                                           |

### Final - Ida
| 1     | POR   | Nahuel Guzmán       |     |
| 4     | DEF   | Hugo Ayala          |     |
| 6     | DEF   | Jorge Torres Nilo   |     |
| 21    | DEF   | Francisco Meza      |     |
| 5     | MED   | Rafael Carioca      |     |
| 19    | MED   | Guido Pizarro       |     |
| 20    | MED   | Javier Aquino       | 77' |
| 28    | MED   | Luis Rodríguez      |     |
| 9     | DEL   | Eduardo Vargas      | 59' |
| 10    | DEL   | André-Pierre Gignac |     |
| 26    | DEL   | Luis Quiñones       | 84' |
| D. T. | D. T. | Ricardo Ferretti    |     |

| 30    | POR   | Rodolfo Cota     |     |
| 4     | DEF   | Andrés Mosquera  |     |
| 5     | DEF   | Fernando Navarro |     |
| 6     | DEF   | William Tesillo  |     |
| 23    | DEF   | Ramiro González  |     |
| 10    | MED   | Luis Montes      |     |
| 12    | MED   | Iván Rodríguez   |     |
| 13    | MED   | Ángel Mena       |     |
| 16    | MED   | Jean Meneses     | 76' |
| 8     | DEL   | Joel Campbell    |     |
| 33    | DEL   | Vinicio Angulo   |     |
| D. T. | D. T. | Ignacio Ambriz   |     |

| 13 | Delantero      | Enner Valencia  | 59' |
| 25 | Centrocampista | Jürgen Damm     | 77' |
| 8  | Centrocampista | Lucas Zelarayán | 84' |

| 11 | Centrocampista | Yairo Moreno | 76' |

| 20' | André-Pierre Gignac | 1:0 |

| 69' · 82' · 90+2' | Francisco Meza Luis Quiñones Guido Pizarro |

| 22' · 87' · 89' | William Tesillo Joel Campbell Fernando Navarro |

| Principal  | Marco Antonio Ortíz Nava  |
| Asistentes | Alberto Morín Méndez      |
|            | Enríque Isaac Bustos Díaz |
| Cuarto     | Jorge Antonio Pérez Durán |

|                    |     |     |
| Tiros              | 17  | 12  |
| Tiros a puerta     | 11  | 8   |
| Faltas             | 15  | 12  |
| Saques de esquina  | 9   | 3   |
| Penaltis           | 0   | 0   |
| Fueras de juego    | 1   | 0   |
| Posesión del balón | 55% | 45% |

| Alineación inicial |

| 1     | POR   | Nahuel Guzmán       |     |
| 4     | DEF   | Hugo Ayala          |     |
| 6     | DEF   | Jorge Torres Nilo   |     |
| 21    | DEF   | Francisco Meza      |     |
| 5     | MED   | Rafael Carioca      |     |
| 19    | MED   | Guido Pizarro       |     |
| 20    | MED   | Javier Aquino       | 77' |
| 28    | MED   | Luis Rodríguez      |     |
| 9     | DEL   | Eduardo Vargas      | 59' |
| 10    | DEL   | André-Pierre Gignac |     |
| 26    | DEL   | Luis Quiñones       | 84' |
| D. T. | D. T. | Ricardo Ferretti    |     |

| 30    | POR   | Rodolfo Cota     |     |
| 4     | DEF   | Andrés Mosquera  |     |
| 5     | DEF   | Fernando Navarro |     |
| 6     | DEF   | William Tesillo  |     |
| 23    | DEF   | Ramiro González  |     |
| 10    | MED   | Luis Montes      |     |
| 12    | MED   | Iván Rodríguez   |     |
| 13    | MED   | Ángel Mena       |     |
| 16    | MED   | Jean Meneses     | 76' |
| 8     | DEL   | Joel Campbell    |     |
| 33    | DEL   | Vinicio Angulo   |     |
| D. T. | D. T. | Ignacio Ambriz   |     |

| 13 | Delantero      | Enner Valencia  | 59' |
| 25 | Centrocampista | Jürgen Damm     | 77' |
| 8  | Centrocampista | Lucas Zelarayán | 84' |

| 11 | Centrocampista | Yairo Moreno | 76' |

| 20' | André-Pierre Gignac | 1:0 |

| 69' · 82' · 90+2' | Francisco Meza Luis Quiñones Guido Pizarro |

| 22' · 87' · 89' | William Tesillo Joel Campbell Fernando Navarro |

| Principal  | Marco Antonio Ortíz Nava  |
| Asistentes | Alberto Morín Méndez      |
|            | Enríque Isaac Bustos Díaz |
| Cuarto     | Jorge Antonio Pérez Durán |

|                    |     |     |
| Tiros              | 17  | 12  |
| Tiros a puerta     | 11  | 8   |
| Faltas             | 15  | 12  |
| Saques de esquina  | 9   | 3   |
| Penaltis           | 0   | 0   |
| Fueras de juego    | 1   | 0   |
| Posesión del balón | 55% | 45% |

| Alineación inicial |

| 1     | POR   | Nahuel Guzmán       |     |
| 4     | DEF   | Hugo Ayala          |     |
| 6     | DEF   | Jorge Torres Nilo   |     |
| 21    | DEF   | Francisco Meza      |     |
| 5     | MED   | Rafael Carioca      |     |
| 19    | MED   | Guido Pizarro       |     |
| 20    | MED   | Javier Aquino       | 77' |
| 28    | MED   | Luis Rodríguez      |     |
| 9     | DEL   | Eduardo Vargas      | 59' |
| 10    | DEL   | André-Pierre Gignac |     |
| 26    | DEL   | Luis Quiñones       | 84' |
| D. T. | D. T. | Ricardo Ferretti    |     |

| 30    | POR   | Rodolfo Cota     |     |
| 4     | DEF   | Andrés Mosquera  |     |
| 5     | DEF   | Fernando Navarro |     |
| 6     | DEF   | William Tesillo  |     |
| 23    | DEF   | Ramiro González  |     |
| 10    | MED   | Luis Montes      |     |
| 12    | MED   | Iván Rodríguez   |     |
| 13    | MED   | Ángel Mena       |     |
| 16    | MED   | Jean Meneses     | 76' |
| 8     | DEL   | Joel Campbell    |     |
| 33    | DEL   | Vinicio Angulo   |     |
| D. T. | D. T. | Ignacio Ambriz   |     |

| 13 | Delantero      | Enner Valencia  | 59' |
| 25 | Centrocampista | Jürgen Damm     | 77' |
| 8  | Centrocampista | Lucas Zelarayán | 84' |

| 11 | Centrocampista | Yairo Moreno | 76' |

| 20' | André-Pierre Gignac | 1:0 |

| 69' · 82' · 90+2' | Francisco Meza Luis Quiñones Guido Pizarro |

| 22' · 87' · 89' | William Tesillo Joel Campbell Fernando Navarro |

| Principal  | Marco Antonio Ortíz Nava  |
| Asistentes | Alberto Morín Méndez      |
|            | Enríque Isaac Bustos Díaz |
| Cuarto     | Jorge Antonio Pérez Durán |

|                    |     |     |
| Tiros              | 17  | 12  |
| Tiros a puerta     | 11  | 8   |
| Faltas             | 15  | 12  |
| Saques de esquina  | 9   | 3   |
| Penaltis           | 0   | 0   |
| Fueras de juego    | 1   | 0   |
| Posesión del balón | 55% | 45% |

| Alineación inicial |

| 1     | POR   | Nahuel Guzmán       |     |
| 4     | DEF   | Hugo Ayala          |     |
| 6     | DEF   | Jorge Torres Nilo   |     |
| 21    | DEF   | Francisco Meza      |     |
| 5     | MED   | Rafael Carioca      |     |
| 19    | MED   | Guido Pizarro       |     |
| 20    | MED   | Javier Aquino       | 77' |
| 28    | MED   | Luis Rodríguez      |     |
| 9     | DEL   | Eduardo Vargas      | 59' |
| 10    | DEL   | André-Pierre Gignac |     |
| 26    | DEL   | Luis Quiñones       | 84' |
| D. T. | D. T. | Ricardo Ferretti    |     |

| 30    | POR   | Rodolfo Cota     |     |
| 4     | DEF   | Andrés Mosquera  |     |
| 5     | DEF   | Fernando Navarro |     |
| 6     | DEF   | William Tesillo  |     |
| 23    | DEF   | Ramiro González  |     |
| 10    | MED   | Luis Montes      |     |
| 12    | MED   | Iván Rodríguez   |     |
| 13    | MED   | Ángel Mena       |     |
| 16    | MED   | Jean Meneses     | 76' |
| 8     | DEL   | Joel Campbell    |     |
| 33    | DEL   | Vinicio Angulo   |     |
| D. T. | D. T. | Ignacio Ambriz   |     |

| 13 | Delantero      | Enner Valencia  | 59' |
| 25 | Centrocampista | Jürgen Damm     | 77' |
| 8  | Centrocampista | Lucas Zelarayán | 84' |

| 11 | Centrocampista | Yairo Moreno | 76' |

| 20' | André-Pierre Gignac | 1:0 |

| 69' · 82' · 90+2' | Francisco Meza Luis Quiñones Guido Pizarro |

| 22' · 87' · 89' | William Tesillo Joel Campbell Fernando Navarro |

| Principal  | Marco Antonio Ortíz Nava  |
| Asistentes | Alberto Morín Méndez      |
|            | Enríque Isaac Bustos Díaz |
| Cuarto     | Jorge Antonio Pérez Durán |

|                    |     |     |
| Tiros              | 17  | 12  |
| Tiros a puerta     | 11  | 8   |
| Faltas             | 15  | 12  |
| Saques de esquina  | 9   | 3   |
| Penaltis           | 0   | 0   |
| Fueras de juego    | 1   | 0   |
| Posesión del balón | 55% | 45% |

| Alineación inicial |

### Final - Vuelta
| 30    | POR   | Rodolfo Cota     |     |
| 4     | DEF   | Andrés Mosquera  |     |
| 5     | DEF   | Fernando Navarro |     |
| 6     | DEF   | William Tesillo  |     |
| 23    | DEF   | Ramiro González  | 63' |
| 10    | MED   | Luis Montes      |     |
| 11    | MED   | Yairo Moreno     |     |
| 12    | MED   | Iván Rodríguez   |     |
| 13    | MED   | Ángel Mena       | 31' |
| 14    | MED   | Rubens Sambueza  |     |
| 8     | DEL   | Joel Campbell    |     |
| D. T. | D. T. | Ignacio Ambriz   |     |

| 1     | POR   | Nahuel Guzmán       |     |
| 4     | DEF   | Hugo Ayala          |     |
| 6     | DEF   | Jorge Torres Nilo   |     |
| 21    | DEF   | Francisco Meza      |     |
| 5     | MED   | Rafael Carioca      | 76' |
| 19    | MED   | Guido Pizarro       |     |
| 20    | MED   | Javier Aquino       | 45' |
| 28    | MED   | Luis Rodríguez      |     |
| 9     | DEL   | Eduardo Vargas      | 61' |
| 10    | DEL   | André-Pierre Gignac |     |
| 26    | DEL   | Luis Quiñones       |     |
| D. T. | D. T. | Ricardo Ferretti    |     |

| 16 | Centrocampista | Jean Meneses   | 31' |
| 33 | Delantero      | Vinicio Angulo | 63' |

| 29 | Centrocampista | Jesús Dueñas   | 45' |
| 13 | Delantero      | Enner Valencia | 61' |
| 3  | Defensa        | Carlos Salcedo | 76' |

| 70' · 88' | Iván Rodríguez Andrés Mosquera |

| 64' · 76' · 81' · 90+1' | Luis Quiñones Rafael Carioca Nahuel Guzmán Guido Pizarro |

| 90+3' | Andrés Mosquera |

| Principal  | César Arturo Ramos Palazuelos    |
| Asistentes | Miguel Ángel Hernández Paredes   |
|            | Christian Kiabek Espinoza Zavala |
| Cuarto     | Jorge Isaac Rojas Castillo       |

|                    |     |     |
| Tiros              | 14  | 5   |
| Tiros a puerta     | 7   | 1   |
| Faltas             | 13  | 15  |
| Saques de esquina  | 8   | 1   |
| Penaltis           | 0   | 0   |
| Fueras de juego    | 2   | 0   |
| Posesión del balón | 59% | 41% |

| Alineación inicial |

| 30    | POR   | Rodolfo Cota     |     |
| 4     | DEF   | Andrés Mosquera  |     |
| 5     | DEF   | Fernando Navarro |     |
| 6     | DEF   | William Tesillo  |     |
| 23    | DEF   | Ramiro González  | 63' |
| 10    | MED   | Luis Montes      |     |
| 11    | MED   | Yairo Moreno     |     |
| 12    | MED   | Iván Rodríguez   |     |
| 13    | MED   | Ángel Mena       | 31' |
| 14    | MED   | Rubens Sambueza  |     |
| 8     | DEL   | Joel Campbell    |     |
| D. T. | D. T. | Ignacio Ambriz   |     |

| 1     | POR   | Nahuel Guzmán       |     |
| 4     | DEF   | Hugo Ayala          |     |
| 6     | DEF   | Jorge Torres Nilo   |     |
| 21    | DEF   | Francisco Meza      |     |
| 5     | MED   | Rafael Carioca      | 76' |
| 19    | MED   | Guido Pizarro       |     |
| 20    | MED   | Javier Aquino       | 45' |
| 28    | MED   | Luis Rodríguez      |     |
| 9     | DEL   | Eduardo Vargas      | 61' |
| 10    | DEL   | André-Pierre Gignac |     |
| 26    | DEL   | Luis Quiñones       |     |
| D. T. | D. T. | Ricardo Ferretti    |     |

| 16 | Centrocampista | Jean Meneses   | 31' |
| 33 | Delantero      | Vinicio Angulo | 63' |

| 29 | Centrocampista | Jesús Dueñas   | 45' |
| 13 | Delantero      | Enner Valencia | 61' |
| 3  | Defensa        | Carlos Salcedo | 76' |

| 70' · 88' | Iván Rodríguez Andrés Mosquera |

| 64' · 76' · 81' · 90+1' | Luis Quiñones Rafael Carioca Nahuel Guzmán Guido Pizarro |

| 90+3' | Andrés Mosquera |

| Principal  | César Arturo Ramos Palazuelos    |
| Asistentes | Miguel Ángel Hernández Paredes   |
|            | Christian Kiabek Espinoza Zavala |
| Cuarto     | Jorge Isaac Rojas Castillo       |

|                    |     |     |
| Tiros              | 14  | 5   |
| Tiros a puerta     | 7   | 1   |
| Faltas             | 13  | 15  |
| Saques de esquina  | 8   | 1   |
| Penaltis           | 0   | 0   |
| Fueras de juego    | 2   | 0   |
| Posesión del balón | 59% | 41% |

| Alineación inicial |

| 30    | POR   | Rodolfo Cota     |     |
| 4     | DEF   | Andrés Mosquera  |     |
| 5     | DEF   | Fernando Navarro |     |
| 6     | DEF   | William Tesillo  |     |
| 23    | DEF   | Ramiro González  | 63' |
| 10    | MED   | Luis Montes      |     |
| 11    | MED   | Yairo Moreno     |     |
| 12    | MED   | Iván Rodríguez   |     |
| 13    | MED   | Ángel Mena       | 31' |
| 14    | MED   | Rubens Sambueza  |     |
| 8     | DEL   | Joel Campbell    |     |
| D. T. | D. T. | Ignacio Ambriz   |     |

| 1     | POR   | Nahuel Guzmán       |     |
| 4     | DEF   | Hugo Ayala          |     |
| 6     | DEF   | Jorge Torres Nilo   |     |
| 21    | DEF   | Francisco Meza      |     |
| 5     | MED   | Rafael Carioca      | 76' |
| 19    | MED   | Guido Pizarro       |     |
| 20    | MED   | Javier Aquino       | 45' |
| 28    | MED   | Luis Rodríguez      |     |
| 9     | DEL   | Eduardo Vargas      | 61' |
| 10    | DEL   | André-Pierre Gignac |     |
| 26    | DEL   | Luis Quiñones       |     |
| D. T. | D. T. | Ricardo Ferretti    |     |

| 16 | Centrocampista | Jean Meneses   | 31' |
| 33 | Delantero      | Vinicio Angulo | 63' |

| 29 | Centrocampista | Jesús Dueñas   | 45' |
| 13 | Delantero      | Enner Valencia | 61' |
| 3  | Defensa        | Carlos Salcedo | 76' |

| 70' · 88' | Iván Rodríguez Andrés Mosquera |

| 64' · 76' · 81' · 90+1' | Luis Quiñones Rafael Carioca Nahuel Guzmán Guido Pizarro |

| 90+3' | Andrés Mosquera |

| Principal  | César Arturo Ramos Palazuelos    |
| Asistentes | Miguel Ángel Hernández Paredes   |
|            | Christian Kiabek Espinoza Zavala |
| Cuarto     | Jorge Isaac Rojas Castillo       |

|                    |     |     |
| Tiros              | 14  | 5   |
| Tiros a puerta     | 7   | 1   |
| Faltas             | 13  | 15  |
| Saques de esquina  | 8   | 1   |
| Penaltis           | 0   | 0   |
| Fueras de juego    | 2   | 0   |
| Posesión del balón | 59% | 41% |

| Alineación inicial |

| 30    | POR   | Rodolfo Cota     |     |
| 4     | DEF   | Andrés Mosquera  |     |
| 5     | DEF   | Fernando Navarro |     |
| 6     | DEF   | William Tesillo  |     |
| 23    | DEF   | Ramiro González  | 63' |
| 10    | MED   | Luis Montes      |     |
| 11    | MED   | Yairo Moreno     |     |
| 12    | MED   | Iván Rodríguez   |     |
| 13    | MED   | Ángel Mena       | 31' |
| 14    | MED   | Rubens Sambueza  |     |
| 8     | DEL   | Joel Campbell    |     |
| D. T. | D. T. | Ignacio Ambriz   |     |

| 1     | POR   | Nahuel Guzmán       |     |
| 4     | DEF   | Hugo Ayala          |     |
| 6     | DEF   | Jorge Torres Nilo   |     |
| 21    | DEF   | Francisco Meza      |     |
| 5     | MED   | Rafael Carioca      | 76' |
| 19    | MED   | Guido Pizarro       |     |
| 20    | MED   | Javier Aquino       | 45' |
| 28    | MED   | Luis Rodríguez      |     |
| 9     | DEL   | Eduardo Vargas      | 61' |
| 10    | DEL   | André-Pierre Gignac |     |
| 26    | DEL   | Luis Quiñones       |     |
| D. T. | D. T. | Ricardo Ferretti    |     |

| 16 | Centrocampista | Jean Meneses   | 31' |
| 33 | Delantero      | Vinicio Angulo | 63' |

| 29 | Centrocampista | Jesús Dueñas   | 45' |
| 13 | Delantero      | Enner Valencia | 61' |
| 3  | Defensa        | Carlos Salcedo | 76' |

| 70' · 88' | Iván Rodríguez Andrés Mosquera |

| 64' · 76' · 81' · 90+1' | Luis Quiñones Rafael Carioca Nahuel Guzmán Guido Pizarro |

| 90+3' | Andrés Mosquera |

| Principal  | César Arturo Ramos Palazuelos    |
| Asistentes | Miguel Ángel Hernández Paredes   |
|            | Christian Kiabek Espinoza Zavala |
| Cuarto     | Jorge Isaac Rojas Castillo       |

|                    |     |     |
| Tiros              | 14  | 5   |
| Tiros a puerta     | 7   | 1   |
| Faltas             | 13  | 15  |
| Saques de esquina  | 8   | 1   |
| Penaltis           | 0   | 0   |
| Fueras de juego    | 2   | 0   |
| Posesión del balón | 59% | 41% |

| Alineación inicial |

| Campeón Clausura 2019 |
| --------------------- |
|                       |
| Tigres                |
| 7° Título             |

## Estadísticas

### Máximos goleadores
Datos actualizados a 5 de mayo de 2019 y según página oficial y Soccerway.
| Pos. | Jugador             | Equipo      | Goles | P.J. | Prom. | Min. | M/G    |
| ---- | ------------------- | ----------- | ----- | ---- | ----- | ---- | ------ |
| 1°   | Ángel Mena          | León        | 14    | 17   | 0.82  | 1406 | 100.43 |
| 2.º  | Brian Fernández     | Necaxa      | 12    | 15   | 0.8   | 1260 | 105    |
| 3.º  | Rogelio Funes Mori  | Monterrey   | 11    | 15   | 0.73  | 1024 | 93.09  |
| 4.º  | Milton Caraglio     | Cruz Azul   | 11    | 15   | 0.73  | 1004 | 91.27  |
| 5.º  | José Juan Macías    | León        | 8     | 14   | 0.57  | 904  | 113    |
| 6.º  | Gustavo Bou         | Tijuana     | 8     | 14   | 0.57  | 1137 | 142.13 |
| 7.º  | Leonardo Ramos      | Lobos BUAP  | 8     | 14   | 0.57  | 1173 | 146.63 |
| 8.º  | André-Pierre Gignac | Tigres UANL | 7     | 12   | 0.58  | 1064 | 152    |
| 9.º  | Franco Jara         | Pachuca     | 7     | 17   | 0.41  | 1474 | 210.57 |
| 10.º | Miler Bolaños       | Tijuana     | 7     | 17   | 0.41  | 1345 | 192.14 |

#### Tripletes o más
| Jugador            | Local       | Resultado | Visita   | Goles       | Fecha         | Jornada |
| ------------------ | ----------- | --------- | -------- | ----------- | ------------- | ------- |
| Enrique Triverio   | Morelia     | 1 - 3     | Toluca   | 18' 42' 74' | 4 de enero    | 1       |
| Alexis Vega        | Guadalajara | 3 - 0     | Atlas    | 7' 22' 60'  | 16 de febrero | 7       |
| Leonardo Ulloa     | Pachuca     | 9 - 2     | Veracruz | 15' 24' 88' | 13 de abril   | 14      |
| Rogelio Funes Mori | Monterrey   | 4 - 0     | Santos   | 61' 77' 88' | 14 de abril   | 14      |

### Máximos asistentes
Datos actualizados a 7 de mayo de 2019 según página oficial y Soccerway.
| Pos. | Jugador            | Equipo      | Asist. | P.J. | Prom. | Min. |
| ---- | ------------------ | ----------- | ------ | ---- | ----- | ---- |
| 1.º  | Ángel Mena         | León        | 10     | 17   | 0.58  | 1406 |
| 2.º  | Edwin Cardona      | Pachuca     | 8      | 17   | 0.47  | 1320 |
| 3.º  | Luis Quiñones      | Tigres UANL | 6      | 14   | 0.42  | 985  |
| 4.º  | Gustavo Bou        | Tijuana     | 5      | 14   | 0.35  | 1137 |
| 5.º  | Luis Montes        | León        | 5      | 17   | 0.29  | 1503 |
| 6.º  | Yoshimar Yotún     | Cruz Azul   | 5      | 14   | 0.35  | 926  |
| 7.º  | Isaác Brizuela     | Guadalajara | 4      | 16   | 0.25  | 1405 |
| 8.º  | Dorlan Pabón       | Monterrey   | 4      | 15   | 0.26  | 1103 |
| 9.º  | Federico Mancuello | Toluca      | 4      | 12   | 0.33  | 932  |
| 10.º | Omar Fernández     | Puebla      | 4      | 16   | 0.25  | 1138 |

### Asistencia
Datos actualizados a 5 de mayo de 2019 y según la página oficial de la competición

#### Por jornada
| 1  | 181,899 | 20,211 | 46.19% | Monterrey vs Pachuca (39,853)    | Lobos BUAP vs Santos (6,350)    | J-1  |
| 2  | 226,402 | 25,156 | 63.75% | Atlas vs América (46,056)        | Veracruz vs Lobos BUAP (10,702) | J-2  |
| 3  | 192,311 | 21,368 | 53.07% | Tigres vs Cruz Azul (41,615)     | Lobos BUAP vs Necaxa (8,316)    | J-3  |
| 4  | 183,204 | 20,356 | 50.78% | Monterrey vs América (46,292)    | Cruz Azul vs Tijuana (10,311)   | J-4  |
| 5  | 179,214 | 19,913 | 47.52% | Tigres vs Santos (41,431)        | Lobos BUAP vs Pachuca (6,850)   | J-5  |
| 6  | 217,707 | 24,190 | 58.39% | Monterrey vs Lobos BUAP (39,364) | Veracruz vs Tigres (13,128)     | J-6  |
| 7  | 222,568 | 24,730 | 59.13% | UNAM vs América (42,600)         | Lobos BUAP vs Querétaro (6,410) | J-7  |
| 8  | 207,738 | 23,082 | 54.81% | Monterrey vs Puebla (43,219)     | Querétaro vs Morelia (12,709)   | J-8  |
| 9  | 201,931 | 22,436 | 57.06% | Tigres vs Pachuca (41,605)       | Lobos BUAP vs UNAM (9,753)      | J-9  |
| 10 | 199,362 | 22,151 | 54.00% | Monterrey vs Tigres (51,027)     | Lobos BUAP vs León (7,148)      | J-10 |
| 11 | 226,886 | 25,210 | 62.12% | Tigres vs Querétaro (41,137)     | Morelia vs Lobos BUAP (15,021)  | J-11 |
| 12 | 212,216 | 23,579 | 56.55% | Monterrey vs Cruz Azul (41,771)  | Querétaro vs Tijuana (9,655)    | J-12 |
| 13 | 194,806 | 21,645 | 54.47% | Tigres vs UNAM (41,527)          | Veracruz vs Atlas (7,744)       | J-13 |
| 14 | 212,046 | 23,561 | 53.16% | América vs Cruz Azul (47,407)    | Lobos BUAP vs Tigres (11,943)   | J-14 |
| 15 | 218,013 | 24,223 | 65.27% | Tigres vs Morelia (40,136)       | Veracruz vs Monterrey (15,400)  | J-15 |
| 16 | 199,593 | 22,177 | 51.17% | Monterrey vs Necaxa (38,371)     | Querétaro vs Veracruz (13,532)  | J-16 |
| 17 | 202,029 | 22,448 | 53.40% | Tigres vs Guadalajara (41,221)   | Necaxa vs Querétaro (15,866)    | J-17 |

#### Por equipo
| Pos                | Equipo             | Total     | Media  | Más alta | Más baja | % de Ocupación media |
| ------------------ | ------------------ | --------- | ------ | -------- | -------- | -------------------- |
| 1                  | Monterrey          | 382,543   | 42,505 | 51,027   | 38,371   | 82.78%               |
| 2                  | Tigres             | 330,287   | 41,286 | 41,615   | 40,136   | 98.57%               |
| 3                  | Guadalajara        | 272,650   | 30,294 | 41,075   | 23,557   | 65.53%               |
| 4                  | Atlas              | 219,243   | 27,405 | 46,056   | 19,901   | 49.81%               |
| 5                  | América            | 229,694   | 25,522 | 47,407   | 14,241   | 35.42%               |
| 6                  | Tijuana            | 188,310   | 23,539 | 27,333   | 10,329   | 89.99%               |
| 7                  | Santos             | 162,123   | 20,265 | 27,919   | 18,778   | 77.70%               |
| 8                  | León               | 197,490   | 21,943 | 25,731   | 17,653   | 70.11%               |
| 9                  | UNAM               | 194,769   | 21,641 | 42,600   | 12,763   | 44.81%               |
| 10                 | Pachuca            | 165,445   | 20,681 | 27,293   | 17,303   | 75.17%               |
| 11                 | Morelia            | 185,459   | 20,607 | 30,125   | 15,021   | 59.22%               |
| 12                 | Puebla             | 174,065   | 19,341 | 25,127   | 12,129   | 41.21%               |
| 13                 | Cruz Azul          | 143,105   | 17,888 | 32,881   | 10,311   | 22.07%               |
| 14                 | Toluca             | 142,643   | 17,830 | 25,744   | 12,242   | 57.52%               |
| 15                 | Necaxa             | 130,818   | 16,352 | 23,851   | 13,923   | 68.56%               |
| 16                 | Querétaro          | 138,371   | 15,375 | 26,562   | 9,655    | 45.74%               |
| 17                 | Veracruz           | 111,829   | 13,979 | 26,550   | 7,744    | 48.70%               |
| 18                 | Lobos BUAP         | 80,789    | 8,977  | 14,275   | 6,350    | 46.55%               |
| Totales del Torneo | Totales del Torneo | 3,468,411 | 22,669 | 51,027   | 6,350    | 59.97%               |

### Clasificación juego limpio
Datos actualizados a 5 de mayo de 2019 y según la página oficial de la competición.
| Lugar                                | Club                                 |          |          |          | Puntos   |
| ------------------------------------ | ------------------------------------ | -------- | -------- | -------- | -------- |
| 1                                    | Tigres                               | 26       | 0        | 0        | 26       |
| 2                                    | Tijuana                              | 31       | 0        | 0        | 31       |
| 3                                    | Lobos BUAP                           | 25       | 0        | 2        | 31       |
| 4                                    | Querétaro                            | 23       | 0        | 3        | 32       |
| 5                                    | Pachuca                              | 30       | 0        | 1        | 33       |
| 6                                    | Santos                               | 26       | 0        | 3        | 35       |
| 7                                    | León                                 | 30       | 0        | 2        | 36       |
| 8                                    | Cruz Azul                            | 34       | 0        | 3        | 43       |
| 9                                    | Guadalajara                          | 31       | 0        | 4        | 43       |
| 10                                   | América                              | 35       | 0        | 4        | 47       |
| 11                                   | Necaxa                               | 35       | 0        | 4        | 47       |
| 12                                   | Morelia                              | 36       | 0        | 4        | 48       |
| 13                                   | UNAM                                 | 36       | 0        | 4        | 48       |
| 14                                   | Toluca                               | 37       | 0        | 4        | 49       |
| 15                                   | Veracruz                             | 34       | 0        | 5        | 49       |
| 16                                   | Atlas                                | 37       | 0        | 5        | 52       |
| 17                                   | Monterrey                            | 35       | 0        | 6        | 53       |
| 18                                   | Puebla                               | 38       | 0        | 5        | 53       |
| Primera Tarjeta Amarilla             | Primera Tarjeta Amarilla             | 1 punto  | 1 punto  | 1 punto  | 1 punto  |
| Segunda Tarjeta Amarilla y Expulsión | Segunda Tarjeta Amarilla y Expulsión | 3 puntos | 3 puntos | 3 puntos | 3 puntos |
| Tarjeta Roja Directa                 | Tarjeta Roja Directa                 | 3 puntos | 3 puntos | 3 puntos | 3 puntos |